# FG-8205
L'FG-8205 è uno psicofarmaco appartenente alla categoria delle imidazobenzodiazepine ed è un analogo del bretazenil; esso agisce come un agonista parziale dei recettori GABA A, con leggera selettività per il sottotipo α1. Nei test sugli animali ha effetti ansiolitici e anticonvulsivanti ma con poca sedazione o atassia prodotta.